# Oliarus harimaensis
Oliarus harimaensis är en insektsart som beskrevs av Matsumura 1914. Oliarus harimaensis ingår i släktet Oliarus och familjen kilstritar. Inga underarter finns listade i Catalogue of Life.